# مارك أوستين (صحفي)
مارك أوستين (بالإنجليزية: Mark Austin)‏ هو صحفي بريطاني، ولد في 1 نوفمبر 1958 في لندن في المملكة المتحدة.

## وصلات خارجية
- مارك أوستين على موقع IMDb (الإنجليزية)
- مارك أوستين على موقع قاعدة بيانات الفيلم (الإنجليزية)